# Smerinthinae
Le Smerinthinae Grote & Robinson, 1865 sono una sottofamiglia di lepidotteri appartenente alla famiglia Sphingidae, diffusa in tutti i continenti.

## Tassonomia

### Tribù
Questo taxon è suddiviso in tre tribù, con 85 generi e 423 specie; le tribù sono:
- Ambulycini Butler, 1876
- Smerinthini Grote & Robinson, , 1865
- Sphingulini Rothschild & Jordan, , 1903

Il genere tipo è Smerinthus Latreille, 1802.

### Sinonimi
Non sono stati riportati sinonimi.